# Leandro Nicolás Díaz
Leandro Nicolás Díaz (San Miguel de Tucumán, 6 de junio de 1992) es un futbolista argentino. Juega como delantero en el Club Atlético Tucumán de la Primera División de Argentina.

## Trayectoria

### Lanús
Se inició en las inferiores de Atlético Tucumán donde no llegó a debutar en primera, pasando a Lanús donde sí debutaría en 2009. En el Granate fue un jugador que alternó titularidad y suplencia. Su primer gol fue ante Colón. Su segundo gol fue ante Belgrano de Córdoba en la victoria 1 a 0. Su cuarto gol fue ante Tigre en el empate 2 a 2. Su quinto gol fue otra vez ante Belgrano. Fue el encargado de ganar el partido contra River Plate donde lo mandó a jugar la promoción en 2011 frente a Belgrano de Córdoba (donde posteriormente el club de Núñez perdería la categoría). Jugó 36 partidos y convirtió 6 goles.

### Tigre
Luego de estar en Lanús 3 años fichó para el Tigre donde jugó 10 partidos y sólo anotó 1 vez, fue ante Godoy Cruz en la victoria 2 a 0 del Matador de Victoria.

### Vuelta a Lanús
Volvió a Lanús donde jugó 4 partidos e hizo un gol a Argentinos Juniors en La Paternal. En total jugó 50 partidos y convirtió 7 goles.

### Huracán
Lo cedieron a Huracán donde jugó 7 partidos y en los primeros 4 encuentros no tuvo el rendimiento esperado, sin embargo, en los últimos 3 partidos de la temporada tuvo un excelente levantamiento. No convirtió pero asistió 2 veces, a Leandro Caruso y 1 vez a Ramón Ábila. Se fue del club luego de una fuerte discusión con parte de la barra de Huracán.

### Everton de Viña del Mar
Fichó para Everton de Viña del Mar, siendo este su primer equipo fuera de Argentina. Jugó sólo 4 partidos (3 por la liga y uno por la Copa Chile). En la copa asistió solo 1 vez, a Maximiliano Ceratto en la derrota 4 a 1, luego de una estupenda jugada.

### Atlético Tucumán

#### Temporada 2014
No era tenido en cuenta con Héctor Rivoira, pero contra Independiente Rivadavia de Mendoza fue el encargado de convertir el único gol del encuentro cuando las papas quemaban y Atlético peleaba los puestos de ascenso. Su segundo gol fue ante Sportivo Belgrano, dando vuelta el partido. El tercer gol lo marco ante Sarmiento de Junín, derrota 3-2 del Decano. Su cuarto gol fue ante el Santamarina de Tandil, dando también vuelta al partido tras un exquisito pase del Pulga Rodríguez. En el partido por el ascenso disputado en diciembre de 2014 contra Huracán, tras ser expulsado por el árbitro Germán Delfino y romper el letrero de cambios, emitió un duro informe que derivó en una suspensión de la AFA por 10 fechas.
En esa temporada jugó 8 partidos y convirtió 4 goles, con un promedio de 0,50 goles por partido.

#### Temporada 2015
Tras estar suspendido durante 10 fechas por el ya mencionado incidente, vuelve frente al Gimnasia y Esgrima de Jujuy, donde tuvo una buena actuación e hizo estrellar un tiro en el palo. Su segundo partido fue ante su exequipo Lanús, por la Copa Argentina, donde fue expulsado. Su tercer partido fue ante el Sportivo Belgrano, donde asistió a Pancho Grahl para que empatara el partido 1 a 1. Contra Estudiantes de San Luis convierte su primer gol en el torneo. En un partido contra Boca Unidos pone el segundo gol del partido tras un pase de Leandro González.  Contra Central Córdoba de Santiago del Estero convierte el segundo gol del partido en la increíble derrota 3 a 2. Contra Ferro Carril Oeste convierte el tercer gol del partido. Convirtió 5 goles en el torneo donde el 8 de noviembre de ese año consigue el ascenso a la Primera División del fútbol argentino. 
En el Decano jugó 29 partidos, convirtiendo 9 goles (en sus 2 años en el club). También consiguió el ascenso a la Primera División de Argentina con Atlético el 8 de noviembre de 2015.

### Ferro Carril Oeste
El técnico de Atlético Tucumán, Juan Manuel Azconzábal le comunicó que no lo tendría en cuenta para el campeonato de primera por sus problemas de disciplina en el campo de juego, por lo que decide cambiar de equipo y firma en diciembre del año 2015 para Ferro Carril Oeste en el comienzo del campeonato de Primera B argentino 2016-17.

### Sarmiento de Junín
El 29 de julio de 2016 se transforma en nuevo refuerzo del conjunto de Junín. En la primera fecha convirtió de penal en la victoria 1-0 de su equipo frente a Arsenal de Sarandí. A pesar de marcar en otras 3 oportunidades no logró salvar al verdolaga del descenso donde solamente pudo disputar 10 encuentros y anotar 4 goles.

### Atlético de Rafaela

#### Temporada 2017
Es fichado por el equipo de Atlético Rafaela de Santa Fe donde también fue figura pero no logró salvar a su equipo y término descendiendo por segundo año consecutivo con 2 clubes diferentes, sus aportaciones fueron de 13 partidos jugados marcando 3 goles y asistiendo 3 veces. A pesar de tener ofertas para continuar en la Crema y también de San Martín de Tucumán, decidió emigrar a México.

### Tiburones (Veracruz)
En la liga mexicana tan solo disputó 11 encuentros aunque logró una destacada actuación con sus 4 asistencias en las primeras fechas que lo posicionaron entre los máximos asistidores de la liga, sin embargo a finales de 2017 decidió poner fin a su participación en el elenco mexicano y regresó a Argentina para ubicarse en su Tucumán natal, marco su único gol por la Copa de México.

### Regreso a Atlético Tucumán

#### Temporada 2018
Su regreso estuvo marcado de polémicas (ya que el clásico rival, San Martín de Tucumán, "supuestamente" había adquirido sus servicios mediante un "pre-contrato", pero Leandro había decidido irse al club mexicano), aunque luego todo se calmo y Díaz pudo fichar para el Decano, ya que había logrado clasificar por segunda vez a la Copa Libertadores de América, justamente ante la falta de gol por parte de Mauricio Affonso e Ismael Blanco, su llegada puso fin a esa sequía con sus primeros goles internacionales (primero a The Strongest y luego a Peñarol) para ayudar al "decano" a pasar de fase y hacer historia en la copa internacional y quedar él en la historia del club.

#### Temporada 2018-2019
En esta temporada Leandro Díaz empezaría con un buen andar, donde en el amistoso de invierno frente a su clásico rival mostraría un buen nivel de fútbol, un nivel que se plasmo en la Copa Argentina al anotar el único tanto del partido frente a Tristán Suárez tras un excelente pase del juvenil Tomas Cuello.
El viernes 3 de agosto volvió a marcar nuevamente en Copa Argentina frente a su ex club Huracán de Parque Patricios luego de un excelente pase de cabeza de su compañero de dupla Mauro Matos, para liquidar el partido y en donde le gritó y dedicó el gol a los hinchas del "Globo" (ya que su salida del club porteño había sido mala). Ese partido Atlético ganaría 2-0. Por el plano internacional, marcó su primer gol frente a Atlético Nacional por los Octavos de la Libertadores, luego de un error en la salida del arquero del equipo colombiano, Fernando Monetti en la victoria 2-0 en el Monumental José Fierro.
Volvió a convertir luego de 2 partidos, frente a Newell's Old Boys donde convirtió el gol que dio vuelta el partido siendo este el primer gol por la Superliga Argentina, fue victoria 2-1 de Atlético. Por la fecha 13, anota el gol que da vuelta el partido frente a Belgrano de Córdoba en la victoria 3-1 de Atlético. Por la reanudación del campeonato de 2018-19 frente a Gimnasia y Esgrima La Plata asiste a Fabio Álvarez para que anote el primer gol del partido y en el mismo partido anotaría el segundo gol de penal ante el arquero Alexis Martín Arias, Atlético ganaría 4-1 y el "Loco" Díaz sería elegido la figura del partido. Contra Boca Juniors asiste a David Barbona para que anotara el 2-1 que sería el resultado final en la mismísima Bombonera.
Frente a Banfield anotó el gol de penal ante Arboleda para abrir el marcador en la victoria 2-1 de Atlético, con este gol llegó a la galería de los goleadores en Atlético (21 tantos sumando las 2 etapas). Ante Aldosivi de Mar del Plata encaja su quinto gol en el torneo por la fecha 24 de la Superliga Argentina. El "Deca" ganaría 1-0 ese encuentro y sería elegido como la figura del partido.

#### Copa de la Superliga 2019
Una vez finalizado el campeonato de 2018-2019 empieza la Copa de la Superliga Argentina, torneo a eliminación directa. En Octavos de final, asiste a Javier Toledo para que establezca el 1-1 en la derrota del "Deca" 3-2 en la ida de la ronda eliminatoria. En el partido de vuelta, convirtió el gol que abrió el marcador del partido tras un excelente pase de Javier Toledo, en la victoria 2-0, pasando Atlético de ronda. En Cuartos de final, contra River Plate asiste a David Barbona para que estableciera el 1-0 del partido, minutos más tarde asistió de cabeza a Javier Toledo para que pusiera el 2-0. El decano saldría victorioso 3-0 en el partido de ida. 
Por el partido de vuelta de los cuartos de final de la Copa de la Superliga, da una asistencia clave de cabeza, luego de un tiro de esquina ejecutado por David Barbona, peinando en el primer palo para que Javier Toledo alcanzara a desviarla dejando sin posibilidades a Franco Armani de atajar ese balón, el decano a pesar de haber perdido por 4-1 clasificó por ese importantísimo gol de visitante.

#### Temporada 2019-2020
Contra Arsenal de Sarandí, realiza un gran partido y es elegido la figura del partido en la victoria 1-0 de su equipo, a pesar de no haber convertido. Por la Copa Argentina, frente a Colón, erra el penal decisivo dejando afuera al "Decano" en octavos de final.
Frente a Talleres convierte su primer gol en esta temporada en lo que sería victoria 2-1 de Atlético. Marcaría nuevamente frente a Banfield, por la fecha 10 del campeonato 2019/2020 en la también victoria por 2-1 de visitante. El 29 de octubre de 2019 anota frente a Patronato de Paraná a falta de minutos de terminar el partido para que el "Decano" gane 2-0 sobre el equipo de Entre Ríos luego de un excelente pase de Javier Toledo. En la fecha 12, frente a Colón de Santa Fe asiste por duplicado a Augusto Lotti para que anotara el primer gol del partido y a Javier Toledo para que marcar el segundo gol del partido.
En la fecha 13, el 8 de noviembre de 2019, convierte el único gol de la victoria frente a Unión de Santa Fe llegando a los 4 goles en el torneo. Contra San Lorenzo de Almagro (en su partido 200 como futbolista profesional) es el encargado de abrir el partido luego de un excelente pase de cabeza de Guillermo Acosta que Díaz logró conectar, en el empate 2-2. Ese mismo día sufriría una grave lesión en su abductor derecho al chocar con un defensor rival de San Lorenzo, siendo intervenido quirurgicamente 2 veces.

### Estudiantes de La Plata
Luego de 2 años en Atlético, fue fichado por el club de La Plata como refuerzo para encarar la Copa Diego Armando Maradona 2020. Convertiría su primer gol en Estudiantes frente a Racing Club de Avellaneda en el empate 1-1 por la fecha 2 de la Fase Complementación. El 14 de febrero de 2021, tiene una excelente actuación frente a River Plate siendo partícipe de las 2 ocasiones que terminaron en gol y dieron vuelta el resultado del partido, ganando el Pincha por 2 a 1. Contra Godoy Cruz anota el gol que abriría el partido en la victoria "Pincha" por 2 a 0, siendo este su segundo gol en el equipo. Su primer doblete con esta camiseta fue ante Arsenal de Sarandí, su equipo goleó por 5-0 y Estudiantes quedaría como escolta del campeonato. Nuevamente anotaría fechas después también contra Arsenal de sarandí después de un pase del juvenil Nicolás Palavecino para la victoria 4 a 0. Varias fechas después anotaría  frente a su ex club, Atlético Tucumán, en el empate 1 a 1 en el estadio de 57 y 1. Dos fechas después convertiría el empate de Estudiantes ante River con resultado final de 1 a 1, luego de una asistencia de Gustavo Del Prete que aprovechó un error por parte del jugador del "Millonario" Enzo Pérez. En la fecha siguiente le anotaría a su ex-club, el Club Atlético Lanús también en el empate 1-1 en el estadio de La Fortaleza. El 19 de noviembre de 2021, frente a su ex-club, Huracán de Parque Patricios, anotaría por duplicado en la victoria 4-1 del "León" y llegando a los 10 tantos en el club platense. En la fecha 22 del torneo, cuatro días después, el 23 de noviembre, anotaría por duplicado en el triunfo de Estudiantes ante Godoy Cruz en condición de visitante, estadio Malvinas Argentinas de Mendoza por 3 a 1. El sábado 27 de noviembre de 2021, en el estadio Uno, convierte en el triunfo frente a Vélez Sarsfield 1 a 0. Leandro Díaz llegó a cinco partidos seguidos convirtiendo goles en Estudiantes de La Plata. Ningún delantero lo había logrado desde Mauro Boselli en 2009. Leandro Díaz lleva 44 partidos jugados en Estudiantes y en los últimos 7 que disputó marcó 8 goles.
Fue partícipe en el Clásico platense, disputado en el Estadio Juan Carmelo Zerillo, al anotar el último gol (que significaría el empate) de su equipo, en el empate 4-4. En dicho partido tendría declaraciones polémicas contra la gente de Gimnasia al finalizar el encuentro. Sin embargo, al día siguiente pediría disculpas por medio de las redes oficiales del club hacia los aficionados del histórico rival del pincha.
El 28 de diciembre de 2021 el club hizo oficial la compra del 50% de la ficha del delantero a Atlético Tucumán, firmando un contrato por tres años.

#### Copa de la Liga Profesional 2022
En el segundo partido oficial, se hace presente en el marcador ya que a los 52 minutos convierte el tercer gol del triunfo de Estudiantes por 3 a 2 ante Huracán en el Estadio Tomás Adolfo Ducó. En la tercera fecha, consigue el segundo gol de su equipo donde Estudiantes le gana al Lanús por 2 a 1 en UNO. En la cuarta fecha del torneo, convierte el segundo en el triunfo 3 a 2 ante Arsenal de Sarandí en UNO. En la quinta fecha, Estudiantes se enfrenta a Vélez Sarsfield en Liniers y empata 1-1 con gol de Díaz a los 43 minutos del segundo tiempo.

#### Copa Libertadores 2022
El 2 de marzo de 2022, convierte el segundo gol de su equipo, cuando Estudiantes superó al Audax Italiano por 2 a 0 y así pasó a la tercera fase del torneo continental.

#### Solo detrás de Lionel Messi
Además de haber convertido 14 goles en el año 2022, Leandro Díaz tuvo una marca que lo posicionó en un grupo de elite. Según informó el sitio de estadísticas FutbolScan, el atacante dio 9 asistencias lo que lo convirtió en el segundo delantero argentino con más pases de gol en el mundo en 2022, detrás de Lionel Messi.

### Segundo regreso a Lanús
A comienzos de diciembre de 2022, sella un nuevo retorno al Club Lanús, que le compró el pase a Estudiantes de La Plata, y también hizo lo propio con el porcentaje de Atlético Tucumán.
El 1 de diciembre anunció su salida del equipo por problemas con la dirigencia. 

### Vuelta a Atlético Tucumán
Leandro volvió al Decano el 11 de febrero de 2025.
El 13 de febrero de 2025, en su primer partido en su vuelta al "Decano", vuelve a convertir en el Estadio Monumental José Fierro en la victoria de Atlético Tucumán contra Sarmiento de Junín, abriendo el 1-0, en la goleada de su equipo por 5-0.
El 16 de febrero de ese mismo año cumplió 100 partidos con la camiseta de Atlético Tucumán, en un partido contra Talleres que temino en empate a 1.

## Estadísticas
Actualizado al 30 de noviembre de 2024
| Lanús Argentina | 1.ª                    | 2009/10       | 12  | 2  | 0  | —  | —  | —  | 2  | 0 | 0   | 14  | 2  | 0    | 0.14 |
| Lanús Argentina | 1.ª                    | 2010/11       | 8   | 2  | 0  | —  | —  | —  | —  | — | —   | 8   | 2  | 0    | 0.25 |
| Lanús Argentina | 1.ª                    | 2011          | 10  | 0  | 0  | —  | —  | —  | —  | — | —   | 10  | 0  | 0    | 0    |
| Lanús Argentina | Total club             | Total club    | 30  | 4  | 0  | 0  | 0  | 0  | 2  | 0 | 0   | 32  | 4  | 0    | 0.13 |
| Tigre Argentina | 1.ª                    | 2012          | 10  | 1  | 0  | —  | —  | —  | —  | — | —   | 10  | 1  | 0    | 0.1  |
| Tigre Argentina | Total club             | Total club    | 10  | 1  | 0  | 0  | 0  | 0  | 0  | 0 | 0   | 10  | 1  | 0    | 0.1  |
| Lanús Argentina | 1.ª                    | 2012/13       | 12  | 0  | 0  | 1  | 0  | 0  | —  | — | —   | 13  | 0  | 0    | 0    |
| Lanús Argentina | Total club             | Total club    | 12  | 0  | 0  | 1  | 0  | 0  | —  | — | —   | 13  | 0  | 0    | 0    |
| Huracán Argentina | 2.ª                    | 2013/14       | 7   | 0  | 3  | —  | —  | —  | —  | — | —   | 7   | 0  | 3    | 0    |
| Huracán Argentina | Total club             | Total club    | 7   | 0  | 3  | 0  | 0  | 0  | 0  | 0 | 0   | 7   | 0  | 3    | 0    |
| Everton · Chile | 1°                     | 2013/14       | 4   | 0  | 0  | 1  | 0  | 1  | —  | — | —   | 5   | 0  | 1    | 0    |
| Everton · Chile | Total club             | Total club    | 4   | 0  | 0  | 1  | 0  | 1  | 0  | 0 | 0   | 5   | 0  | 1    | 0    |
| Atlético Tucumán Argentina | 2.ª                    | 2014          | 18  | 5  | 1  | 1  | 0  | 0  | —  | — | —   | 19  | 5  | 1    | 0.26 |
| Atlético Tucumán Argentina | 2.ª                    | 2015          | 10  | 4  | 1  | —  | —  | —  | —  | — | —   | 10  | 4  | 1    | 0.4  |
| Atlético Tucumán Argentina | Total club             | Total club    | 28  | 9  | 2  | 1  | 0  | 0  | 0  | 0 | 0   | 29  | 9  | 2    | 0.31 |
| Ferro Argentina | 2.ª                    | 2016          | 13  | 5  | 1  | —  | —  | —  | —  | — | —   | 13  | 5  | 1    | 0.38 |
| Ferro Argentina | Total club             | Total club    | 13  | 5  | 1  | 0  | 0  | 0  | 0  | 0 | 0   | 13  | 5  | 1    | 0.38 |
| Sarmiento de Junín Argentina | 1.ª                    | 2016/17       | 10  | 4  | 0  | —  | —  | —  | —  | — | —   | 10  | 4  | 0    | 0.4  |
| Sarmiento de Junín Argentina | Total club             | Total club    | 10  | 4  | 0  | 0  | 0  | 0  | 0  | 0 | 0   | 10  | 4  | 0    | 0.4  |
| Atlético Rafaela Argentina | 1.ª                    | 2016/17       | 13  | 3  | 3  | —  | —  | —  | —  | — | —   | 13  | 3  | 3    | 0.23 |
| Atlético Rafaela Argentina | Total club             | Total club    | 13  | 3  | 3  | 0  | 0  | 0  | 0  | 0 | 0   | 13  | 3  | 3    | 0.23 |
| Tiburones Rojos de Veracruz · México | 1.ª                    | 2017          | 11  | 0  | 4  | 2  | 1  | 0  | —  | — | —   | 13  | 1  | 4    | 0.08 |
| Tiburones Rojos de Veracruz · México | Total club             | Total club    | 11  | 0  | 4  | 2  | 1  | 0  | 0  | 0 | 0   | 13  | 1  | 4    | 0.08 |
| Atlético Tucumán Argentina | 1.ª                    | 2017/18       | 13  | 3  | 1  | 0  | 0  | 0  | 4  | 2 | 0   | 17  | 5  | 1    | 0.29 |
| Atlético Tucumán Argentina | 1.ª                    | 2018/19       | 15  | 5  | 2  | 10 | 3  | 4  | 3  | 1 | 0   | 28  | 9  | 6    | 0.32 |
| Atlético Tucumán Argentina | 1.ª                    | 2019/20       | 16  | 5  | 2  | 1  | 0  | 0  | 3  | 0 | 0   | 20  | 5  | 2    | 0.2  |
| Atlético Tucumán Argentina | Total club             | Total club    | 44  | 13 | 5  | 11 | 3  | 4  | 10 | 3 | 0   | 65  | 19 | 9    | 0.29 |
| Estudiantes de La Plata Argentina | 1.ª                    | 2020          | —   | —  | —  | 10 | 1  | 0  | —  | — | —   | 10  | 1  | 0    | 0.1  |
| Estudiantes de La Plata Argentina | 1.ª                    | 2021          | 17  | 10 | 0  | 14 | 3  | 0  | —  | — | —   | 31  | 13 | 0    | 0.42 |
| Estudiantes de La Plata Argentina | 1.ª                    | 2022          | 22  | 6  | 2  | 14 | 6  | 4  | 11 | 2 | 3   | 47  | 14 | 9    | 0.3  |
| Estudiantes de La Plata Argentina | Total club             | Total club    | 39  | 16 | 2  | 38 | 10 | 4  | 11 | 2 | 3   | 88  | 28 | 9    | 0.32 |
| Lanús Argentina |                        |               |     |    |    |    |    |    |    |   |     |     |    |      |      |
| 1.ª | 2023                   | 24            | 11  | 3  | 6  | 3  | 0  | —  | —  | — | 30  | 14  | 3  | 0.47 |      |
| 1.ª | 2024                   | 10            | 1   | 0  | 6  | 2  | 1  | 2  | 0  | 1 | 18  | 3   | 2  | 0.17 |      |
| Total Club | Total Club             | 34            | 12  | 3  | 12 | 5  | 1  | 2  | 0  | 1 | 48  | 17  | 5  | 0.35 |      |
| Total Lanús | Total Lanús            | 64            | 16  | 3  | 12 | 5  | 1  | 4  | 0  | 1 | 84  | 21  | 5  | 0.25 |      |
| Atlético Tucumán Argentina |                        |               |     |    |    |    |    |    |    |   |     |     |    |      |      |
| 1.ª | 2025                   | 13            | 4   | 0  | 1  | 1  | 0  | —  | —  | — | 14  | 5   | 0  | 0.36 |      |
| Total Club | Total Club             | 13            | 4   | 0  | 1  | 1  | 0  | 0  | 0  | 0 | 14  | 5   | 0  | 0.36 |      |
| Total Atlético Tucumán | Total Atlético Tucumán | 85            | 27  | 7  | 13 | 4  | 4  | 10 | 3  | 0 | 108 | 33  | 11 | 0.31 |      |
| Total carrera | Total carrera          | Total carrera | 268 | 72 | 24 | 67 | 20 | 10 | 25 | 5 | 3   | 360 | 95 | 38   | 0.26 |
| (1) La copa nacional se refiere a la Copa Argentina, Supercopa Argentina, Copa de la Superliga y Copa de la Liga Profesional. (2) La copa internacional se refiere a la Copa Sudamericana, Recopa Sudamericana, Copa Libertadores y Copa Suruga Bank. (3) Promedio de goles realizados por partidos no incluye partidos amistosos. |                        |               |     |    |    |    |    |    |    |   |     |     |    |      |      |

## Palmarés

### Campeonatos nacionales
| Título                           | Club             | Sede    | Año  |
| -------------------------------- | ---------------- | ------- | ---- |
| Campeonato de Primera B Nacional | Atlético Tucumán | Tucumán | 2015 |